# 도미니크 아디이아
도미니크 아디이아(영어: Dominic Adiyiah, 1989년 11월 29일 ~ )는 가나의 은퇴한 축구 선수로 현역 시절 포지션은 스트라이커였다.

## 경력
- 2009년 아프리카 청소년 축구 선수권 대회 국가대표
- 2009년 FIFA U-20 월드컵 국가대표
- 2010년 아프리카 네이션스컵 국가대표
- 2010년 FIFA 월드컵 국가대표

## 수상
프레드릭스타드
- 2007-08 티펠리겐 준우승

 파르티잔
- 2010-11 세르비아 수페르리가 우승
- 2010-11 세르비아 컵 우승

 가나
- 2009년 아프리카 청소년 축구 선수권 대회 우승
- 2009년 FIFA U-20 월드컵 우승
- 2010년 아프리카 네이션스컵 준우승

개인
- 2009년 FIFA U-20 월드컵 골든볼, 골든슈
- 2009년 CAF 올해의 유망주
- 2010년 가나 올해의 선수상